# Hans Carl Müller
Hans Carl Müller (* 5. November 1889 in Göttingen; † 29. Mai 1960 in München) war ein deutscher Schauspieler, Theaterregisseur und Theaterintendant.

## Leben und Wirken

### Theater
Müller hatte bereits zu Beginn der 1910er Jahre Theater gespielt und war zunächst in der deutschen Provinz (beispielsweise 1912/13 in Tilsit) beschäftigt. 1917 wurde er von Otto Falckenberg an die Münchner Kammerspiele geholt und trat dort an der Seite nachmals so renommierter Kollegen wie Friedrich Kayßler, Max Schreck, Elisabeth Bergner, Sybille Binder und Kurt Horwitz auf. Die 1894 geborene Grazer Schauspielerin Martha Maria Müller-Newes, die Müller 1916 geheiratet hatte, gehörte diesem Ensemble gleichfalls an.
In der Folgezeit sah man Müller auch an Berliner Kabaretts, ehe er als Regisseur nach Köln und Hamburg ging. Eine Gastspielreise nach Südamerika brachte ihn bis nach Buenos Aires und Montevideo. Im ostpreußischen Königsberg wirkte Hans Carl Müller Anfang der 1930er Jahre als Oberspielleiter am Neuen Schauspielhaus. 1933 wechselte Müller nach Mannheim. Dort wurde er als Oberspielleiter am dortigen Nationaltheater verpflichtet. Während Hans Carl Müller Ende der 1930er Jahre als Oberspielleiter dem Preußischen Staatstheater in Kassel vorstand, wurde er gastweise auch als Regisseur an das Berliner Komödienhaus geholt. Im Zweiten Weltkrieg setzte er bis zur von Goebbels verordneten Schließung aller deutschen Bühnen im Sommer 1944 seine Arbeit in Kassel fort. In den ersten Jahren nach dem Krieg übernahm Müller die Intendanz des Kasseler Staatstheaters.
Mit Beginn der 50er Jahre ging Müller ans Theater der Jugend und ans Münchner Volkstheater. Auf die Bretter der Münchner Kammerspiele kehrte er gleichfalls zurück; so konnte man ihn beispielsweise 1955 als Erzbischof in Jean Anouilhs Die Lerche und als Erzbischof von London in Ferdinand Bruckners Elisabeth von England sehen.
Durch seine Ehe mit Martha Maria Newes war Müller der Schwager Tilly Wedekinds und somit auch mit deren Ehemann Frank Wedekind verwandt.

### Tätigkeit beim Film
In den ersten Jahren der Weimarer Republik trat Hans Carl Müller auch immer mal wieder vor die Kamera. Von Bedeutung sind vor allem sein Gerenot in Fritz Langs Nibelungen-Film, sein Schiller-Freund Kapf in Curt Goetzens Schiller-Film und sein Kaiser Karl V. in Hans Kysers Luther-Film.
1937, als er für Gastregien am Komödienhaus in Berlin weilte, wurde Carl Hans Müller von der Terra-Filmkunst für die Inszenierung von zwei Kurztonfilmen verpflichtet. Zu einer dieser beiden Arbeiten, Die wirkliche Liebe, schrieb seine Nichte Kadidja Wedekind das Drehbuch. Letztmals trat Müller 1952 mit der kleinen Rolle eines Kloster-Priors in dem filmischen Volksstück Mönche, Mädchen und Panduren des ehemaligen Direktors des Münchner Volkstheaters, Ferdinand Dörfler, vor die Kamera.

## Filmografie
als Schauspieler, wenn nicht anders angegeben
- 1919: König Nicolo
- 1920: Die Trommeln Asiens
- 1922/24: Die Nibelungen (2 Teile)
- 1923: Friedrich Schiller
- 1925: Der Schuß in den Schatten
- 1927: Luther
- 1928: Freie Fahrt
- 1937: Die wirkliche Liebe (Kurzfilmregie)
- 1938: Die feindlichen Väter (Kurzfilmregie)
- 1952: Mönche, Mädchen und Panduren